# Loup mongol
Pour les articles homonymes, voir Loup de Mongolie.
Sous-espèce
Le loup mongol (Canis lupus chanco) est une sous-espèce du loup gris, originaire de Mongolie, du nord et du centre de la Chine, de la Corée, et de la région de l'Oussouri en Russie.

## Taxonomie
Le loup mongol a été décrit la première fois par John Edward Gray en 1863, sous le nom de Canis chanco. Gray base sa description sur la peau d'un loup qui avait été touché par le lieutenant W. P. Hodnell dans la Tartarie chinoise,. Par la suite, cette peau a été offerte par Dame A. Harvey au British Museum , où elle avait été nommée chanco sur demande du Dr Gray. Le mot commun mongol pour le loup est chono. George Jackson Mivart classe ce loup comme Canis lupus chanco, en 1880, en se basant sur l'examen de l'échantillon par Gray. En 1923, le zoologiste Japonais Yoshio Abe propose de séparer les loups de la Péninsule coréenne de C. chanco, l'espèce distincte C. coreanus, en raison de leur museau relativement plus étroit. Cette distinction a été contestée par Reginald Innes Pocock, qui a décrit le loup coréen comme étant une variante régionale de C. chanco,. Dans la troisième édition des Mammal Species of the World, publiée en 2005, W. Christopher Wozencraft répertorie parmi les loups (Canis lupus) les taxons synonymes de la sous-espèce Canis lupus chanco. Wozencraft classe C. coreanus (Abe, 1923) comme l'un de ces synonymes.
Il reste une confusion taxonomique à propos du loup mongol. En 1941, Pocock avait classé le loup tibétain comme C. l. laniger, le considérant comme un synonyme de C. l. chanco. Cependant, Wozencraft inclus C. l. laniger comme synonyme de C. l. filchneri Matschie (1907). Quelques chercheurs se réfèrent encore à la classification du loup tibétain établie par Pocock comme équivalent de C. l. chanco, ce qui a causé une confusion taxonomique. Le NCBI/Genbank classe C. l. chanco comme étant le loup mongol et sépare C. l. laniger comme étant le loup tibétain. La plupart des travaux académiques font référence à C. l. chanco comme étant le loup mongol,,,.

## Description

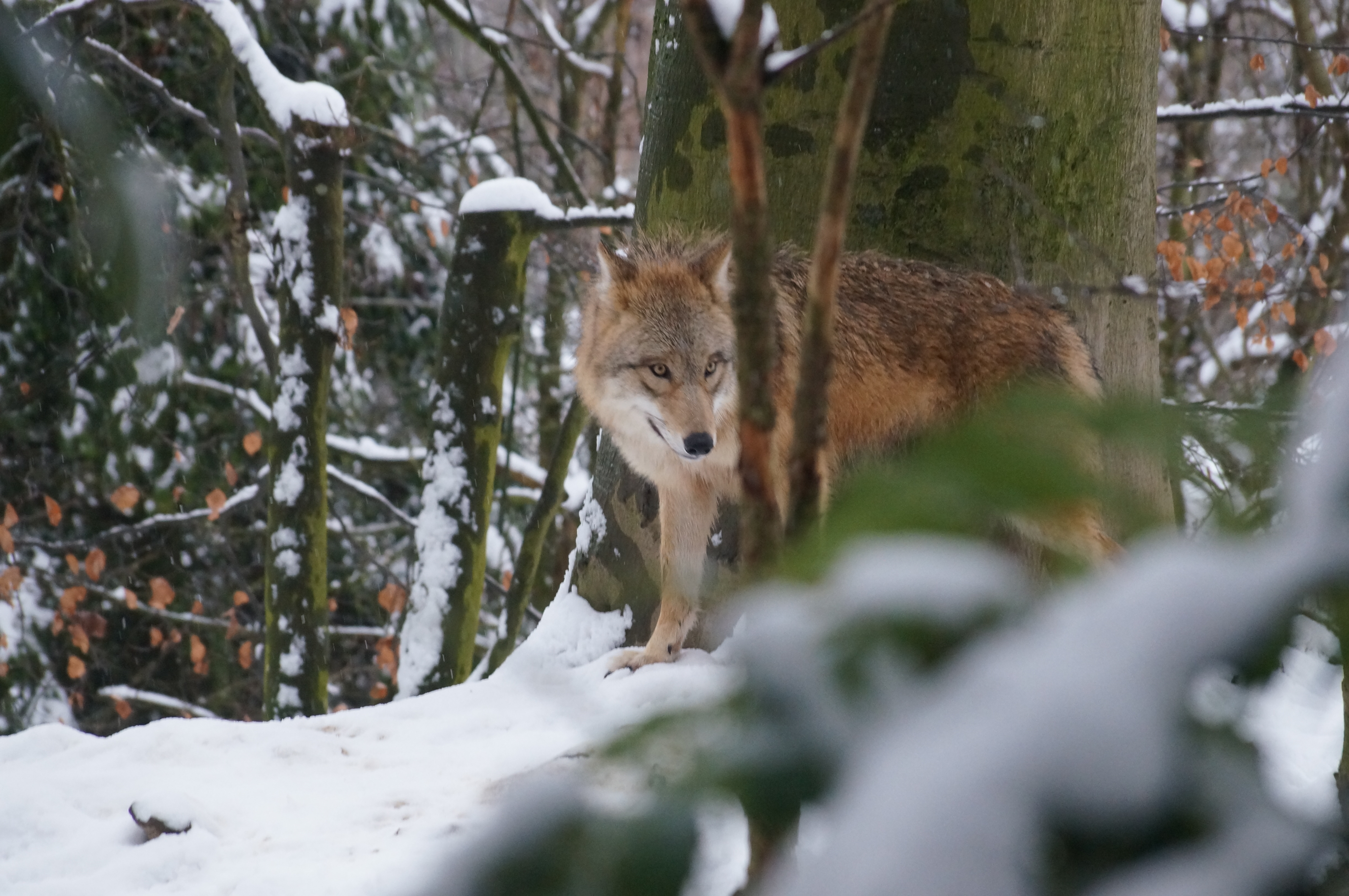
Loup mongol dans la neige fraîche

Gray décrit son spécimen-type comme suit

« La fourrure fauve, plus longue sur le dos, rigide, avec un mélange de poils noirs et gris ; la gorge, la poitrine, le ventre et l'intérieur des pattes sont d'un blanc pur; la tête est gris brun pâle; le front grisonnant avec de courts poils noir et gris. Hab. Tartarie chinoise. Appelé Chanco. Le crâne est très similaire, et a la même dentition que le loup Européen (C. lupus). L'animal est très semblable au loup commun, mais plus court sur pattes ; les oreilles, les flancs, et l'extérieur des membres sont couverts de poils courts de couleur fauve. La longueur de la tête et du corps est de 107 cm ; la queue de 38 cm »

L'éminent zoologiste russe, Vladimir Gueorguievitch Heptner, décrit le loup mongol de l'Oussouri comme suit :

« Les dimensions ne sont pas grandes – comme C. l. desertorum, ou un peu plus grandes, mais nettement plus petites que chez le loup sibérien. La coloration est d'un gris sale, givré, avec un léger mélange de couleur ocre et sans tons jaune pâle ou marron. La fourrure est grossière et rigide. La longueur totale du corps des mâles est de 93–158 cm ; la longueur de la queue de 30–40 cm; la longueur de la patte 16–24 cm ; la hauteur de l'oreille 10–14,5 cm ; la hauteur de l'épaule 58–89 cm ; et le poids de 26–37 kg. La longueur totale du corps des femelles est de 90–109 cm ; la longueur de la queue 30–40 cm ; la longueur de la patte 16–23 cm ; la hauteur de l'oreille 9,5–13 cm ; la hauteur de l'épaule 57–75 cm ; le poids de 22–30 kg »

## Alimentation
Le loup de Mongolie est un animal carnivore. Lorsqu'il est en meute, il peut s'attaquer à de très grosses proies comme des gazelles à goitre, cerfs élaphe ou moutons, mais ne s'attaque généralement qu'à des individus faibles, malades ou blessés. Il se contente aussi bien des petites proies comme des tamias, pikas ou marmottes.

## Aire de répartition

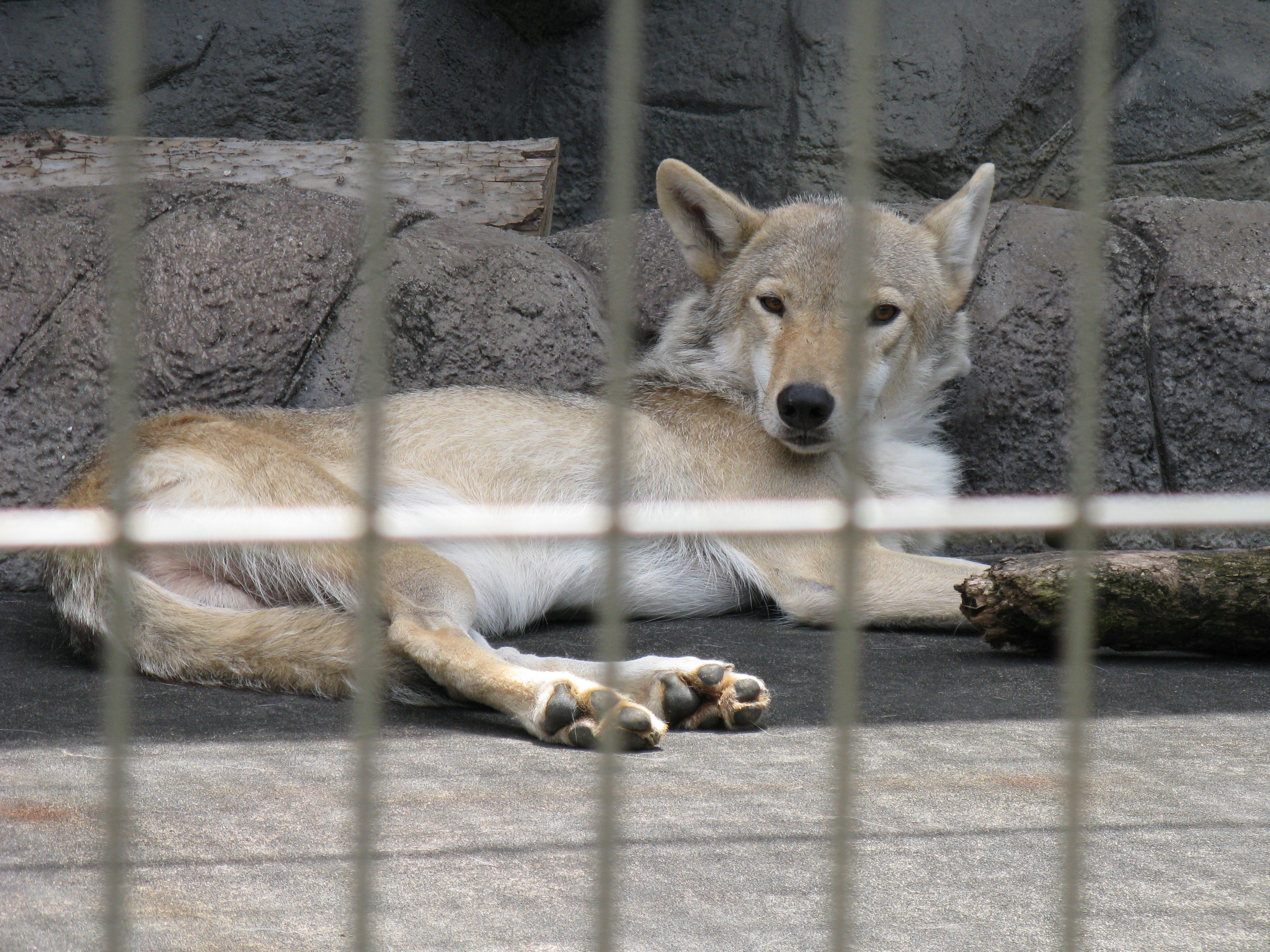
Loup mongol au zoo de Tennoji (Osaka, Japon)

L'aire de répartition de C. l. chanco comprend la Mongolie, le nord et le centre de la Chine,, la Corée, et la région d'Oussouri en Russie, d'où ils ont colonisé le nord de la Chine plus récemment, en raison de l'établissement humain et du retrait de leurs concurrents les tigres. Leur aire est limitée à l'Est par les montagnes de l'Altaï/Tien shan au-delà desquelles se trouvent des C. l. lupus, et au Sud par le plateau Tibétain avec C. l. filchneri, et dans le sud de la Chine par une autre espèce de loup,.
Les auteurs de synonymes taxonomiques ont décrit leurs spécimens sous les noms suivants : chanco (Gray, 1863) Tartarie chinoise ; coreanus (Abe, 1923) Corée ; karanorensis (Matschie, 1907) Kara-nor dans le désert de Gobi ; et tschillensis (Matschie, 1907) côte du Chihli.

## Relation avec les humains
En Mongolie, le loup est considéré comme un esprit animal, alors que le chien est considéré comme un membre de la famille. Les Mongols n'ont pas peur du loup et comprennent qu'il a peur de l'Homme. Il est parfois appelé l'« assassin de moutons ». Selon une la légende, le premier père des éleveurs mongols était un loup dont ils descendent tous, et pourtant, il est nécessaire pour eux de tuer des loups pour protéger leurs troupeaux de moutons. Certains éleveurs mongols reconnaissent que le loup ne tue que des animaux faibles, préservant ainsi la santé de leurs troupeaux. Dans les traditions des Mongols nomades, ils le surnomment « le médecin des moutons ».
La fourrure du loup de Mongolie fait l'objet de nombreuses utilisations.
Un article de presse affirme qu'en 1928, en Corée japonaise, les loups ont fait plus de victimes humaines que les tigres, les léopards, les ours et les sangliers réunis.